# Geranium miahuatlanum
Geranium miahuatlanum là một loài thực vật có hoa trong họ Mỏ hạc. Loài này được B.L.Turner mô tả khoa học đầu tiên năm 1996.